# Phragmatiphila
Phragmatiphila är ett släkte av fjärilar som beskrevs av George Francis Hampson 1908. Phragmatiphila ingår i familjen nattflyn.
Släktet innehåller bara arten Phragmatiphila nexa.

## Bildgalleri

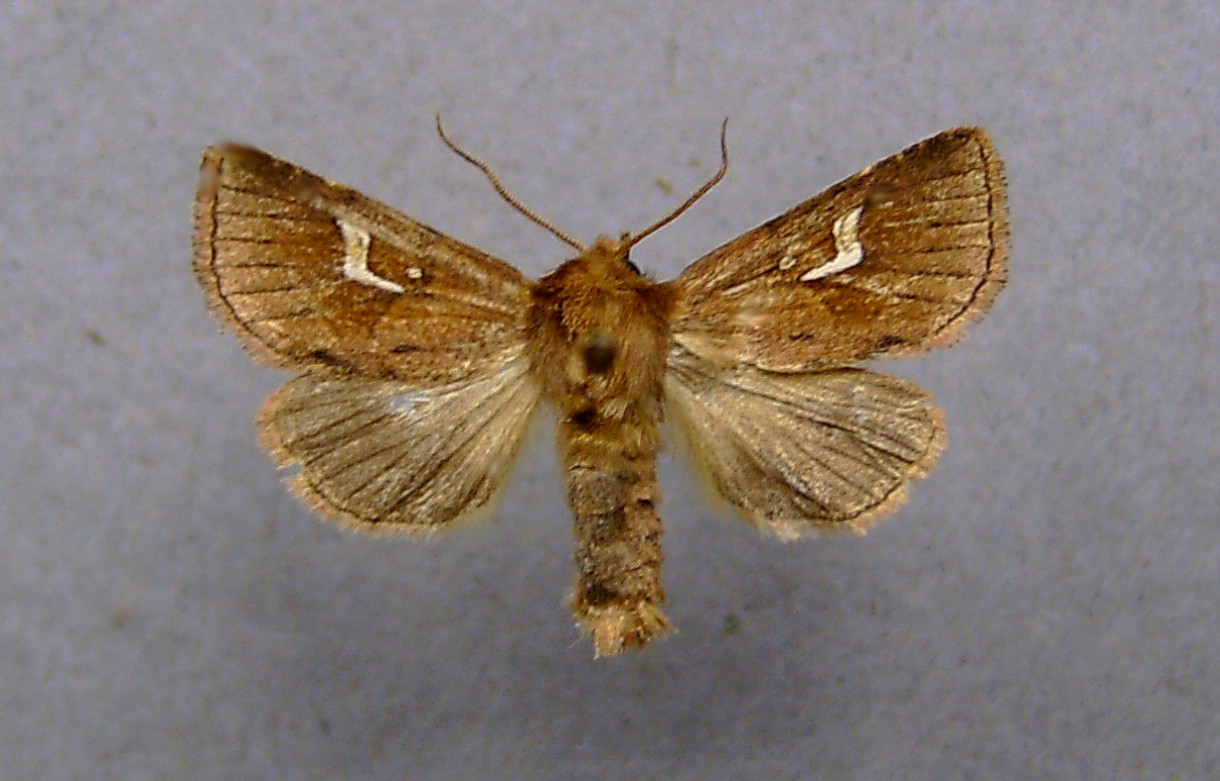